# Liang Wenhao
Liang Wenhao (chiń. 梁文豪; pinyin Liáng Wénháo; ur. 6 lipca 1992) – chiński łyżwiarz szybki, startujący w short tracku. Medalista mistrzostw świata i Igrzysk Azjatyckich.